# Zviad Endeladze
Zviad Endeladze Vitalovich (né le 7 avril 1966 à Adigeni en URSS (aujourd'hui en Géorgie)) est un footballeur géorgien.

## Biographie
Zviad Endeladze joue dans des clubs tels que le FC Guria Lanchkhuti et le Margveti Zestafoni. Le Soulier d'or n'est pas attribué par le quotidien sportif L'Équipe entre 1992 et 1996, suite à un différend avec la Fédération chypriote de football en 1991 et Zviad Endeladze ne reçoit aucun trophée en 1996 contrairement à Ally McCoist et David Taylor qui reçoivent un Soulier d'or attribué par la marque Adidas,. Il prend sa retraite en 2006.

## Distinction
Meilleur buteur du championnat de Géorgie avec le Margveti Zestafoni en 1996 (40 buts).